# Jaguar (groupe)
Pour les articles homonymes, voir Jaguar (homonymie).
Jaguar est un groupe britannique de heavy metal, originaire de Bristol, en Angleterre.

## Histoire
Le groupe est formé en 1979 par le chanteur Rob Reiss, le guitariste Garry Pepperd, le bassiste Jeff Cox et le batteur Chris Lovell. Après la publication de quelques démos, le groupe obtient un contrat avec Heavy Metal Records. Le groupe apparait sur la compilation du label, intitulée Heavy Metal Heroes, avec la chanson Stormchild en septembre 1981. En novembre, ils sortent leur premier single, Back Street Woman. Début 1982, Paul Merrell, un nouveau chanteur, rejoint le groupe et un nouveau contrat avec Neat Records est obtenu. Le single suivant, Axe Crazy, est suivi de Power Games, leur premier album, en mai 1983,,.
Le groupe signe ensuite un contrat avec Roadrunner Records et sort l'album This Time en 1984. L'année suivante, le groupe se sépare. En 1998, le groupe se reforme. Pepperd et Cox sont encore présents en tant que membres fondateurs, mais le chanteur Jamie Manton et le bassiste Nathan Cox rejoignent le groupe en tant que nouveaux membres. Le groupe donne son premier concert au Wacken Open Air en 1999, suivi d'autres concerts en Europe. Le groupe signe un nouveau contrat avec Neat Records et sort un nouvel album, Wake Me, en 2000. En 2003, le nouvel album Run Ragged est enregistré avec le nouveau bassiste Darren Furze. Entre 2006 et 2010, un album live et deux compilations sont publiés par différents labels discographiques. Parmi ceux-ci se trouve High Roller Records, qui met également sur le marché des sorties comparables de groupes de la même veine comme Axis ou Metal Mirror.

## Style musical
Le groupe est un représentant classique de la new wave of British heavy metal, où les influences de Saxon et d'Iron Maiden sont clairement audibles. 

## Discographie
- 1980 : March 1980 Demo (démo)
- 1981 : Jaguar (démo)
- 1981 : Back Street Woman (single, Heavy Metal Records)
- 1982 : Axe Crazy (single, Neat Records)
- 1983 : Power Games (album, Neat Records)
- 1984 : This Time (album, Roadrunner Records)
- 2000 : Wake Me (album, Neat Records)
- 2002 : Power Games - The Anthology (compilation, Sanctuary Records)
- 2003 : Run Ragged (album, Angel Air Records)
- 2006 : Holland '82 (album live, Majestic Rock Records)
- 2007 : Archive Alive Volume I (compilation, Majestic Rock Records)
- 2010 : Opening the Enclosure (compilation, High Roller Records)